# Dactylorhiza latirella
Dactylorhiza latirella là một loài thực vật có hoa trong họ Lan. Loài này được (P.M.Hall) Soó mô tả khoa học đầu tiên năm 1962.